# Sybian

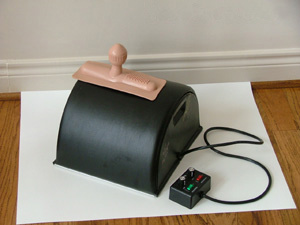
Un Sybian con attacco

Un Sybian è un dispositivo utilizzato per scopi di autoerotismo. Si compone di una sella all'interno della quale è contenuto un motore elettrico collegato ad un cilindro che sporge da un foro al centro. Diversi accessori fallici sono stati specificatamente progettati per il Sybian i quali possono essere collegati al cilindro. Il Sybian è progettato per vibrare durante l'impiego, mentre il suo cilindro ruota circolarmente. La vibrazione stimola nelle donne la clitoride esternamente, mentre la rotazione coadiuva la penetrazione (con un movimento circolare), stimola il punto G delle donne e la prostata negli uomini. L'intensità di questi movimenti può essere incrementata o diminuita tramite una scatola di controllo collegata alla base del Sybian con un cavo elettrico. La combinazione di stimoli diversi può produrre orgasmi molto più intensi di quelli che altrimenti l'utente potrebbe sperimentare attraverso l'autoerotismo tradizionale o altre attività sessuali.

## Creazione
La creazione dello Sybian è attribuita a Dave Lampert che dichiarò di aver progettato questo dispositivo per la prima volta negli anni 1970. Cercò poi di contattare due specialisti e un ingegnere nel 1979, senza concludere niente.
Lampert riprese nuovamente questa idea nel 1983 quando la mostrò ad una donna medico a cui l'idea piacque molto e che lo incoraggiò a svilupparla ulteriormente. Ciò spinse Lampert a recarsi quell'estate negli Stati Uniti medio-occidentali dove visitò negozi di libri per adulti e dettagliati e non riuscì a trovare alcun dispositivo simile al Sybian, il che lo spinse a concentrarsi più seriamente alla creazione del dispositivo.
Il ricercatore passò un anno e mezzo nello svolgere ulteriori ricerche, leggendo libri sulle recenti ricerche sul sesso e sulla consulenza sessuale e cercando di trovare persone che potessero aiutare il progetto, inclusi ingegneri, anche se non riuscì a trovarne.
Lampert spiegò alla giornalista del magazine Penthouse, Jessica West, dove gli venne l'idea: "Negli anni, continuavo a sentire le stesse lamentele dalle donne che conoscevo nelle classi di lezioni di ballo. Erano sessualmente frustrate. I loro partner non riuscivano o non volevano soddisfarle. Alcune dissero che i loro mariti avevano problemi di erezione dovuti alla cattiva salute, all'età o all'indifferenza. Alcune di queste donne mi confidarono che non avevano mai avuto un orgasmo. Questo mi sembrò tragico. Personalmente io non potrei mai godere del sesso se la donna non fosse soddisfatta."
Un prototipo del Sybian venne costruito nel 1985. Era fatto di lamiera montata su un telaio di legno. La vibrazione era ottenuta posizionando un vibratore attraverso un'apertura nell'alloggiamento. Oggi i Sybian derivano ad un secondo prototipo costruito subito dopo il primo. Il secondo prototipo è lungo 60 cm e pesa 23 kg. I controlli che l'utente usava per regolare la velocità erano sulla struttura, insieme alle maniglie a cui aggrapparsi.
I creatori del Sybian hanno fatto anche una macchina per gli uomini, Venus 2000, che è un dispositivo mobile, basato sulle misure fornite, e si può creare un cilindro personalizzato per l'utente.

## Scelta del nome
All'inizio Lampert ed il suo team chiamarono il dispositivo: Master Better, accorciato in "MB". Questo nome fu utilizzato per circa quattro anni, ma Lampert decise che si doveva scegliere un nome migliore. Il dispositivo fu successivamente chiamato Sybian. Il prefisso syb deriva da Sybaris, un'antica colonia greca della Magna Grecia (in Italia) - oggi nota col nome di Sibari - proverbialmente nota come il centro della "vita lussuriosa" dell'epoca. La pronuncia corretta è SIB-ian.